# Carrer Sant Sebastià (l'Ametlla del Vallès)
El Carrer Sant Sebastià és un carrer del municipi de l'Ametlla del Vallès (Vallès Oriental). Almenys dos dels seus edificis formen part de l'Inventari del Patrimoni Arquitectònic de Catalunya.

## Número 24

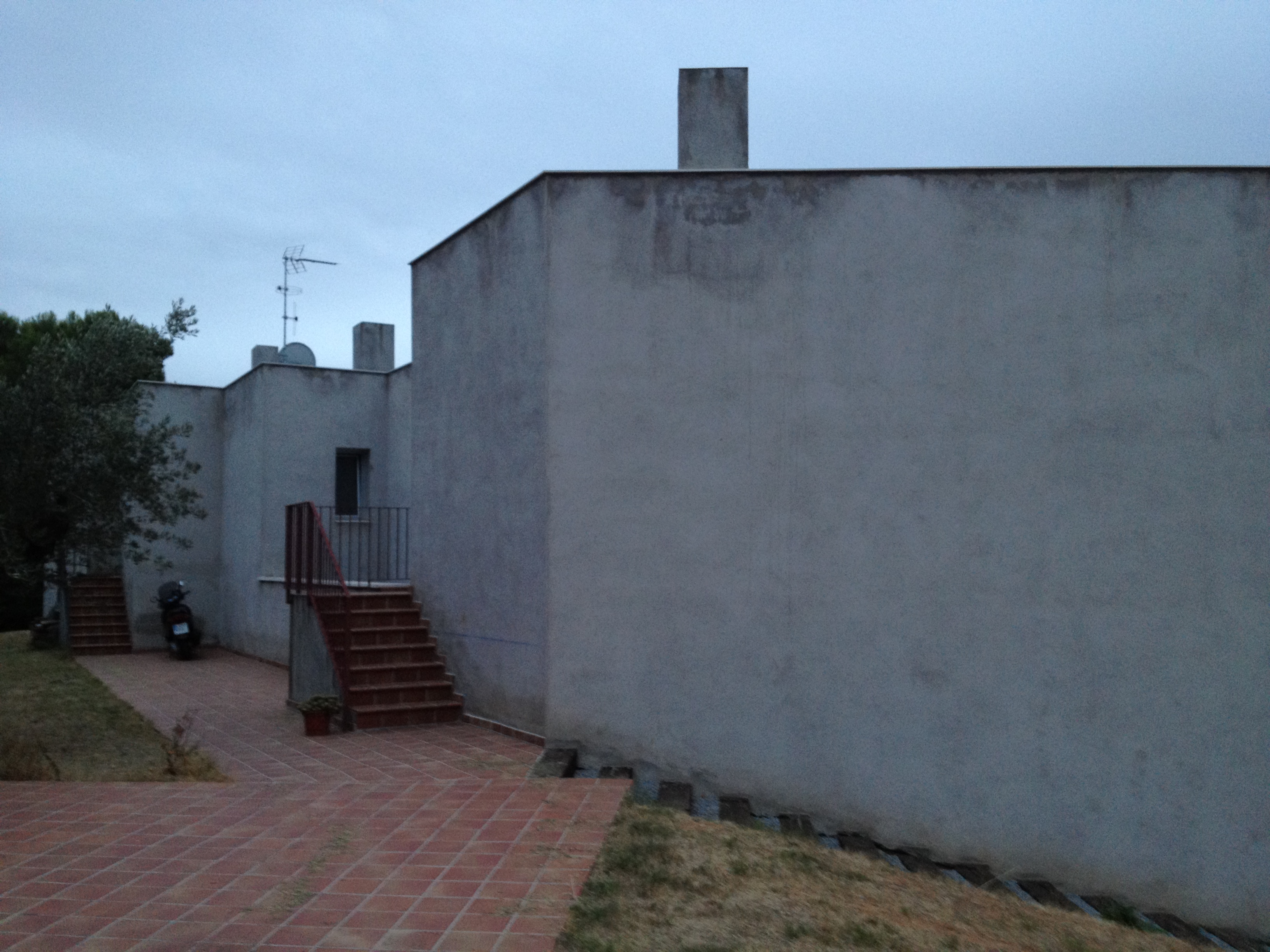
Edifici actual -no protegit- al número 24 del carrer Sant Sebastià

Al número 24 del carrer Sant Sebastià del municipi de l'Ametlla del Vallès s'hi trobava un habitatge unifamiliar inclòs a l'Inventari del Patrimoni Arquitectònic de Catalunya. L'edifici era obra de l'estudi MBM arquitectes i estava compost de menjador-estar, cuina, sis dormitoris, biblioteca, sala d'estar, safareig, dos banys i garatge. Estructuralment estava format per un sistema de murs de càrrega i coberta de teula àrab a quatre vessants. Els murs de càrrega eren de fàbrica de maó ceràmic. La coberta de teula argamassada recolzada sobre petits envans. Els paraments exteriors estaven revestits de "Granolite" i els interiors arrebossats i pintats al tremp. A la teulada destacaven unes xemeneies de ferro tipus "capelleta" amb aplacat vidriat verd a l'extrem superior. El pressupost de construcció fou (segons consta a l'expedient municipal) d'1.300.000 ptes. L'edifici va ser enderrocat a la dècada del 2000.

## Número 26
El número 26 del carrer Sant Sebastià forma part de l'Inventari del Patrimoni Arquitectònic de Catalunya. És una casa unifamiliar en un terreny trapezoïdal amb una superfície de 2 034,84 m². Haitatge amb capacitat per a deu persones més el servei, d'un sol nivell. La coberta té accentuades pendents i múltiples plànols.
A la planta hi ha el vestíbul d'entrada i, precedit d'un passadís, el garatge. De front s'hi harriba a la zona d'estar-menjador-llar perllongat per espaiosos porxos coberts, previs al jardí. A la dreta del vestíbul hi ha l'escala al nivell superior, els dormitoris i banys. Al primer pis hi ha un estudi comunicat per una terrassa, després un dormitori i bany. Les parets exteriors són d'obra vista de maó. Els pilars del porxo són de formigó armat. La coberta era de peces de ceràmica formant dibuix.